# Nu2 Bootis
Pour les articles homonymes, voir Nu Bootis.
Désignations
Nu2 Bootis (ν2 Bootis / ν2 Boo) est une étoile binaire de la constellation boréale du Bouvier. Elle est visible à l’œil nu comme une faible étoile blanchâtre de magnitude apparente 5,02. Le système est distant d'environ ∼ 415 a.l. (∼ 127 pc) de la Terre et il se rapproche du système solaire avec une vitesse radiale héliocentrique de −17 km/s.
La paire d'étoiles possède une orbite quasiment circulaire, qu'elle complète en une période de neuf ans et avec un demi-grand axe de 0,0615 seconde d'arc. Toutes les deux sont d'une magnitude visuelle de 5,80 et montrent un spectre similaire. L'étoile primaire, désignée ν2 Bootis A, est une étoile blanche de la séquence principale de type spectral A5 V. Le système a été identifié comme une étoile à enveloppe (shell star) de type A, suggérant la présence d'un disque circumstellaire de gaz orbitant soit l'une soit les deux étoiles. Le système est 146 fois plus lumineux que le Soleil et il présente une température effective de 8 472 K.